# Auの端末一覧
auの端末一覧（エーユーのたんまついちらん）では、auブランドを展開するKDDI、および沖縄セルラー電話の携帯電話端末について記述する。また、本項ではauの前身にあたるIDO、およびDDIセルラー時代の携帯電話端末についても記述する。

## TACS端末 (1989年 - )
第一世代携帯電話 (1G)「J-TACS」通信仕様を持つアナログ方式の携帯電話。

### IDO端末

#### トーキョーフォン
- Tシリーズ（トーキョーフォン）

|           | 日本電装  | モトローラ            | NEC       | 三菱電機   |
| --------- | --------- | --------------------- | --------- | ---------- |
| Tシリーズ | T-64 (ND) | T-61（MO） T-61Ⅱ (MO) | T-63 (NE) | T-62（MI） |

#### TACSミニモ
TACS端末はT2xxという型番のつけ方がされた。
基本的には、新機種の発売順に従って、メーカーに関係なく型番が一つずつ増やされる方式が取られた。
- T200シリーズ（TACSミニモ）

|              | 日本電装  | 京セラ                      | 国際 | モトローラ     | NEC  | 沖電気 | 日本無線 | ソニー | 東芝 |
| ------------ | --------- | --------------------------- | ---- | -------------- | ---- | ------ | -------- | ------ | ---- |
| T200シリーズ | T204 T209 | T208 T211/T211 II T214 T218 | T202 | T207 T212 T217 | T203 | T205   | T213     | T206   | T201 |

### DDIセルラー端末
開業当初は携帯電話がHP-xxx、自動車電話がMP-xxx、キャリーホン（可搬式自動車電話）がCP-xxxという型番の付け方であり、最初の数字でメーカーを表わしていた。2桁目は世代ごとに0から付けられ、最後の数字は発売順に1から付けられた。
- 1：京セラ
- 2：ソニー
- 3：東芝
- 4：日立
- 5：モトローラ
- 6：沖電気
- 7：NEC
- 8：日本電装

1995年発売の機種からHP-xxという型番のつけ方に変更された。10から番号を10刻みで振り、末尾にはメーカーの略号がついた。
DDIセルラーグループではTACS方式の端末は1997年まで新機種の開発が継続されており、HP-50P（松下）とHP-50T（東芝）がDDIセルラーにおけるTACS方式の最終モデルとなった。

#### HPシリーズ
- HPシリーズ (初期)

|                   | 京セラ (1)                                | ソニー (2)    | 東芝 (3)             | 日立 (4)             | モトローラ (5)                                                 | 沖電気 (6)           | 日本電装 (8) |
| ----------------- | ----------------------------------------- | ------------- | -------------------- | -------------------- | -------------------------------------------------------------- | -------------------- | ------------ |
| HPシリーズ (初期) | HP-101 HP-111 HP-121 HP-131 HP-141 HP-142 | HP-211 HP-231 | HP-321 HP-331 HP-341 | HP-401 HP-411 HP-421 | HP-501 (MICRO TAC) HP-521 (MICRO TAC Ⅱ) HP-531 (MICRO TAC VIB) | HP-611 HP-621 HP-641 | HP-831       |

- HPシリーズ (後期)

|                   | 京セラ (K)    | モトローラ (M) | 松下 (P)      | 東芝 (T) |
| ----------------- | ------------- | -------------- | ------------- | -------- |
| HPシリーズ (後期) | HP-10K HP-40K | HP-10M HP-40M  | HP-10P HP-50P | HP-50T   |

## ハイキャップ端末 (1990年 - )
第一世代携帯電話 (1G) 「ハイキャップ」通信仕様を持つアナログ方式の携帯電話。DDIセルラーではハイキャップ端末は提供されておらず、NTTドコモのアナログ方式にローミングを行うことで全国エリアを確保した。
基本的には、新機種の発売順に従って、メーカーに関係なく型番が一つずつ増やされる方式が取られた。

### IDO端末

#### ミニモJ
- J-51 (NEC)
- J-52 (松下通信工業)
- J-53 (三菱電機)

#### ハイキャップミニモ
ハイキャップ端末はH10xという型番のつけ方がされた。
- H100シリーズ

|              | 富士通 | NEC          | 松下                   |
| ------------ | ------ | ------------ | ---------------------- |
| H100シリーズ | H107   | H103/H103 II | H101/H101 II H102 H104 |

## PDC端末 (1994年 - )
第二世代携帯電話 (2G)「PDC」通信仕様を持つデジタル方式の携帯電話。

### IDO端末
1994年頃には、PDC端末はD3xxという型番のつけ方がされた。
基本的には、新機種の発売順に従って、メーカーに関係なく型番が一つずつ増やされる方式が取られた。
1997年に、通信速度9,600bps対応のGシリーズとして、501G（東芝）・502G（松下）が発売された。
プリペイド型サービス「プリペIDO」対応端末は600番台、PDC方式向けに回線交換型EZaccessサービスが開始されると700番台になり、最終は705G（DDIセルラーD306S相当、1桁目が異なるのはDDIセルラーD301SA相当の端末がIDOエリアでは未発売のため）である。

#### Dシリーズ
- IDO D300シリーズ

|                                     | 日本電装       | 富士通       | 日立 | 京セラ    | 国際      | モトローラ | NEC       | ノキア    | 松下 | 三洋 | 東芝      |
| ----------------------------------- | -------------- | ------------ | ---- | --------- | --------- | ---------- | --------- | --------- | ---- | ---- | --------- |
| D300シリーズ （デジタルカーフォン） | D308           |              |      |           |           |            |           |           |      |      |           |
| D300シリーズ （デジタルミニモ）     | D309 D312 D319 | D311/D311 II | D317 | D306 D316 | D313 D320 | D307       | D303 D305 | D302 D315 | D310 | D314 | D301 D304 |

#### Gシリーズ
通信速度9,600bps対応。
- IDO 500シリーズ

|                                    | デンソー  | 富士通 | 日立 | 京セラ                   | 松下                | パイオニア | ソニー    | 三洋           | 東芝      |
| ---------------------------------- | --------- | ------ | ---- | ------------------------ | ------------------- | ---------- | --------- | -------------- | --------- |
| 500シリーズ （デジタルカーフォン） | 500G      |        |      |                          |                     |            |           |                |           |
| 500シリーズ （デジタルミニモ）     | 509G      | 503G   | 507G | 508G 510G                | 502G                |            | 511G      | 506G           | 501G      |
| 520シリーズ （デジタルミニモ）     | 528G 539G | 524G   |      | 526G 529G 533G 535G 536G | 521G/G II 531G 537G | 523G       | 527G 534G | 525G 532G 538G | 522G 530G |

- IDO 600シリーズ（デジタルミニモ。プリペイド対応）

|             | デンソー | 京セラ         | 松下 | ソニー |
| ----------- | -------- | -------------- | ---- | ------ |
| 600シリーズ | 602G     | 601G 603G 605G | 606G | 604G   |

- IDO 700シリーズ（デジタルミニモ。回線交換型のEZaccessに対応）

|             | 京セラ                  | 松下        | ソニー      | 東芝        |
| ----------- | ----------------------- | ----------- | ----------- | ----------- |
| 700シリーズ | 702G(D303K) 703G(D304K) | 704G(D305P) | 705G(D306S) | 701G(D302T) |

### DDIセルラー端末
DDIセルラー時代のPDCデジタル機は、TACS機の型番の「P」が「D」に変わっただけ（携帯電話は「HD」、自動車電話は「MD」）でそれ以外のルールに変更はない。初期は1桁目がメーカー、2桁目が世代、3桁目が発売順を表していたが、1995年にTACS機ともども数字が2桁になり、末尾にメーカーのアルファベットが付く形式に変更された。
1999年発売の機種から、cdmaOne機はC、PDCデジタル機はDで始まる形式に変更されたが、これ以前に発売された機種は、改番されずにそのまま最後まで販売されていた。

#### Dシリーズ
- D100シリーズ（DIGITALセルラーホン）

|              | 松下 (P) |
| ------------ | -------- |
| D100シリーズ | D101P    |

- D200シリーズ（DIGITALセルラーホン。たのしメールに対応）

|              | デンソー (DE) | 京セラ (K)              | NEC (N) | 松下 (P) | ソニー (S) | 三洋 (SA) | 東芝 (T) |
| ------------ | ------------- | ----------------------- | ------- | -------- | ---------- | --------- | -------- |
| D200シリーズ | D210DE        | D201K D202K D206K D207K | D208N   | D209P    | D205S      | D204SA    | D203T    |

- D300シリーズ（DIGITALセルラーホン。回線交換型のEZwebに対応）

|              | 京セラ (K)                | 松下 (P)     | ソニー (S)   | 三洋 (SA) | 東芝 (T)     |
| ------------ | ------------------------- | ------------ | ------------ | --------- | ------------ |
| D300シリーズ | D303K (702G) D304K (703G) | D305P (704G) | D306S (705G) | D301SA    | D302T (701G) |

#### HDシリーズ
|            | 京セラ (K)                                                     | 松下 (P)                           | ソニー (S)                                | NEC (N)                            | 東芝 (T)                                  | 三洋電機 (SA)                   | デンソー (DE)           | 日立 (H) | 富士通 (F)    | ノキア (NM) |
| ---------- | -------------------------------------------------------------- | ---------------------------------- | ----------------------------------------- | ---------------------------------- | ----------------------------------------- | ------------------------------- | ----------------------- | -------- | ------------- | ----------- |
| HDシリーズ | HD-10K HD-30K HD-40K HD-50K HD-51K HD-52K HD-66K HD-61K HD-60K | HD-10P HD-30P HD-50P HD-61P HD-60P | HD-700 HD-20S HD-40S HD-50S HD-61S HD-60S | HD-200 HD-20N HD-30N HD-50N HD-60N | HD-300 HD-20T HD-30T HD-40T HD-50T HD-60T | HD-20SA HD-40SA HD-50SA HD-60SA | HD-30DE HD-50DE HD-60DE | HD-50H   | HD-50F HD-60F | HD-60NM     |

## cdmaOne端末 (1998年 - )
第二世代携帯電話 (2G)「cdmaOne」通信仕様を持つデジタル方式の携帯電話。
2002年4月にCDMA 1Xサービスが開始されるまでauの主力だったシリーズである。
cdmaOne端末の型番は初期のものを除きCで始まるため、Cシリーズとも呼ばれる。約款上は音声型端末が「第1種auデュアル」、カード型端末が「第1種auパケット」契約である。

### 初期のcdmaOne端末
旧DDIセルラーでは、1998年7月14日にサービスを開始した関西・沖縄・九州を皮切りに「CD-10」シリーズとして、当時まだサービスが提供されていたTACS方式とのデュアルモード機として登場した。cdmaが使える場所ではcdma端末として、cdmaが使えない場所では、TACS端末として機能するものである。
- DDIセルラー CD-10シリーズ（cdmaOneセルラーホン。cdmaOne/TACSデュアルモード）

|               | デンソー (DE) | 富士通 (F) | 京セラ (K) | 松下 (P) | 東芝 (T) |
| ------------- | ------------- | ---------- | ---------- | -------- | -------- |
| CD-10シリーズ | CD-10DE       | CD-10F     | CD-10K     | CD-10P   | CD-10T   |

1999年4月14日とサービスの開始が遅かった旧IDOでは、TACS方式とのデュアルモード機は販売されず、前記のC101・C201（このシリーズより旧DDIセルラーと型番が統一された）からとなっている。

### 中期のcdmaOne端末
cdmaOneの全国ネットが完成した1999年4月から2001年秋モデルまでのcdmaOne端末では、3桁の型番が使われていた。
このシリーズでは、初期のようなTACSとのデュアルモードではなくcdmaOne専用機となり、旧IDOからもようやくcdmaOne端末が提供されるとともに、cdmaOne端末については旧IDOと旧DDIセルラーの型番が統一された。
当初は、EZweb（旧IDOではEZaccess）に対応するC200シリーズと、非対応のC100シリーズの2シリーズから提供が開始され、その後は主にEZwebに関する機能向上などがあるたびに、型番が100もしくは50繰り上げられた新シリーズが登場した。
この型番ルールでは、PCカード型などの非携帯電話型端末も、通常の端末と区別しない型番を採用していたため、C300番台にはこれらと携帯電話型端末が混在する。
このころから、マイナーチェンジ端末ではベースとなった端末の型番の後に「II」をつけるようになった。
このシリーズの一部では、C101S（2004年8月以降使用不能、ソフトウェアアップグレードが必要）のように現在のCDMA 1Xには対応できない機種もあり、ユーザに対しては新しい機種への無料交換などの措置が取られている。
- C100シリーズ（EZwebに非対応）

|              | 京セラ (K)  | モトローラ (M) | 松下 (P) | ソニー (S) | 三洋 (SA)       | 鳥取三洋 (ST) | 東芝 (T) |
| ------------ | ----------- | -------------- | -------- | ---------- | --------------- | ------------- | -------- |
| C100シリーズ | C102K C107K | C100M          | C105P    | C101S      | C104SA C111SA ● | C106ST        | C103T    |

●印 : グローバルパスポートCDMA対応端末。
- C200シリーズ（回線交換型（使用時間に応じての従量制）のEZwebに対応）

|              | デンソー (DE) | 日立 (H) |
| ------------ | ------------- | -------- |
| C200シリーズ | C202DE        | C201H    |

- C300シリーズ（パケット通信型のEZwebに対応）

|              | カシオ (CA)                     | 日立 (H)    | 京セラ (K)  | 松下 (P) | ソニー (S) | 三洋 (SA) | 東芝 (T)    |
| ------------ | ------------------------------- | ----------- | ----------- | -------- | ---------- | --------- | ----------- |
| C300シリーズ | C303CA (G'zOne) C311CA (G'zOne) | C302H C309H | C307K C313K | C308P    | C305S      | C304SA    | C301T C310T |

※C300シリーズのうち「306」が欠番になっているが、これはモトローラが「C306M」という端末を開発していたものの、開発が難航し最終的に発売中止（通話専用機のC100Mのみ発売）となったためである。
- C300シリーズ（非携帯電話型端末）
  - C312SK (Rapira Card) 、C314T (P'sBoat) 、C315SK (Rapira Card)
- C400シリーズ
  - C4xxシリーズ（EZweb@mailに対応）
  - C45xシリーズ（ezplusに対応）

|              | カシオ (CA)     | デンソー (DE) | 日立 (H) | 京セラ (K) | 松下 (P) | ソニー (S)               | 三洋 (SA)              | 鳥取三洋 (ST) | 東芝 (T)    |
| ------------ | --------------- | ------------- | -------- | ---------- | -------- | ------------------------ | ---------------------- | ------------- | ----------- |
| C400シリーズ | C409CA (G'zOne) | C402DE        | C407H    | C414K/K II | C408P    | C404S (DIVA) C406S C413S | C401SA C405SA C412SA ● | C403ST C411ST | C410T C415T |
| C450シリーズ | C452CA (G'zOne) |               | C451H    |            |          |                          |                        |               |             |

●印 - グローバルパスポートCDMA対応端末。

### 末期のcdmaOne端末
cdmaOneシリーズでは長年3桁の型番が使われていたが、CDMA 1Xサービス開始直前の2001年冬モデルでは4桁化された。
この型番をもったcdmaOne端末はわずか6機種しか発売されなかったものの、WAP2.0、eznavigation（現・EZナビ）、ezmovie（現・EZムービー）といった新サービスが多く導入され、その後のau端末の流れを作った端末群である。なお、C3000/5000シリーズは当初CDMA 1Xサービス向け（2001年秋のサービス開始を予定していた）の端末として開発されていたが、インフラ整備の遅れによりcdmaOne向けに開発し直された端末であった。
なお、このシリーズではPCカード型などの非携帯電話型端末は発売されていない。
- C1000シリーズ（ローエンド。EZWeb@mail対応）

|               | ソニー・エリクソン (S) | 三洋 (SA) |
| ------------- | ---------------------- | --------- |
| C1000シリーズ | C1002S                 | C1001SA ● |

●印 : グローバルパスポートCDMA対応端末。
- C3000シリーズ（ミドルレンジ。EZWebMulti・WAP2.0・eznavigation対応）

|               | 日立 (H) | 京セラ (K) | 松下 (P) |
| ------------- | -------- | ---------- | -------- |
| C3000シリーズ | C3001H   | C3002K     | C3003P   |

- C5000シリーズ（ハイエンド。EZWebMulti・WAP2.0・eznavigation・ezmovie対応）

|               | 東芝 (T) |
| ------------- | -------- |
| C5000シリーズ | C5001T   |

## CDMA 1X端末 (2002年 - )
デジタル方式である第三世代携帯電話 (3G)「CDMA2000 1x」の通信サービス「CDMA 1X」を採用した携帯電話。
CDMA 1XとCDMA 1X WIN（後述）は2012年に統合されサービス名を「au 3G」に改称した。(正式名称はCDMA 1X WIN)
CDMA 1X端末の型番はAで始まるため、Aシリーズとも呼ばれる。約款上は「第2種auデュアル」契約である。
型番ルールは基本的にcdmaOne末期から引き継いだもので、Aの後には4桁の数字が並び、最後には各メーカー毎に割り振られた1、2文字の略称が付く。
- 数字の上1桁目はグレードを表し、ローエンド機は「1」、ミドルレンジ機は「3」、ハイエンド機は「5」が割り当てられていた。
  - ただし、Aシリーズにおいて実際に3000番台が使われたのは当初の2002年のみである。
    - これは5000番台との差がムービーの再生に対応するかしないかだけであり、着うたの技術がムービー機能と密接に関わっているためである。
    - ローエンド機にも着うたが普及し同時にムービーメールも普及し、さらにWIN端末もラインナップの中核に台頭してくるようになると、3000番台は存在を消した。今では、5000番台はWIN端末にハイエンドの座を取って代わられ、ミドルレンジ的な位置づけであるといえる。
- 数字の上2桁目もグレードに関係し、従来に比べ機能強化などがなされた場合に繰り上げられる。しかし不明瞭な繰上げや、機能と型番が一致しない例外が多く、あまり有効な使い方はなされていないといえる。後述の一覧も半ば結果論的に分類したものでしかない。
- 数字の上3桁、4桁目は上記2桁を踏まえたうえでの続き番号である。この番号の扱いにはCDMA 1X WINの携帯電話型端末と違い、メーカーの区別がない。そのため同じ型番をもつ端末は基本的に1つだけである。
  - CDMA 1X開始当初の端末では上3桁目に一律「1」が割り当てられていた。これは、末期のcdmaOne端末との区別を図ったためと考えられる。

2005年秋、「簡単ケータイS」として「A101K」が発表された。番号が3桁であるのは、この機種が通話専用であることから他の機種の型番との差別化を図った結果だと考えられる。
なお、このシリーズではPCカード型などの非携帯電話型端末は発売されていなかったが、2013年10月発表された非携帯電話型GPS機能付き位置情報端末「あんしんGPS KYS11」が同年12月14日に発売された。
現在は同シリーズの音声端末の新規開発が終了しており、既存の1X WIN (EV-DO Rel.0) サービスに対応したNEW STANDARDシリーズ（NS00番台・2009年春モデルのみ）やmamorinoシリーズ（例：KYY01・KYY02・KYY05等）を含む安心ジュニアケータイシリーズ（例：K001）、W62PT以降の簡単ケータイシリーズ、iidaシリーズのEV-DO Rel.0対応機種（例：misora）、GRATINAシリーズ（例：KYY06）等が事実上の後継シリーズとしてほぼ機能している。

### A1000シリーズ
ローエンド。EZナビ非対応。
- A101xシリーズ（EZWeb@mail対応、WAP2.0非対応）
- A11xxシリーズ（EZWebMulti・WAP2.0対応）
- A13xxシリーズ（ムービーメール対応）
- A14xxシリーズ（ムービーメール（Mサイズ）対応）

|               | 京セラ (K)         | パンテック (PT)                                           | ソニー・エリクソン (S)  | 三洋 (SA)                   | 鳥取三洋 (ST)   | 東芝 (T)    |
| ------------- | ------------------ | --------------------------------------------------------- | ----------------------- | --------------------------- | --------------- | ----------- |
| A1010シリーズ | A1012K/K II A1013K |                                                           |                         |                             | A1011ST A1014ST |             |
| A1100シリーズ |                    |                                                           | A1101S                  |                             |                 |             |
| A1300シリーズ |                    |                                                           | A1301S                  | A1302SA A1303SA ● A1305SA ● |                 | A1304T/T II |
| A1400シリーズ | A1401K A1403K      | A1405PT A1406PT （簡単ケータイ） A1407PT （簡単ケータイ） | A1402S/S II A1404S/S II |                             |                 |             |

●印 : グローバルパスポートCDMA対応端末。

### A3000シリーズ
ミドルレンジ。当初よりEZWebMulti・WAP2.0・EZアプリ・EZナビ対応。
- A301xシリーズ（EZムービー非対応）

|               | カシオ (CA) | ソニー・エリクソン (S) | 三洋 (SA)       | 東芝 (T) |
| ------------- | ----------- | ---------------------- | --------------- | -------- |
| A3010シリーズ | A3012CA     | A3014S                 | A3011SA A3015SA | A3013T   |

### A5000シリーズ
ハイエンド。当初よりEZWebMulti・WAP2.0・EZアプリ・EZナビ・EZムービー対応。
- A501xシリーズ（携帯電話によるクレジット決済 (Kei-Credit) 、UIMカード（au ICカード）試験端末。一般ユーザーのテスター限定に貸与されたA5011HMCのみ）
- A53xxシリーズ（ムービーメール対応）
- A54xxシリーズ（ムービーメール（Mサイズ）対応）
- A55xxシリーズ（EZナビウォーク・ムービーメール（Mサイズ）対応）

|               | カシオ (CA)                           | 日立 (H)    | 京セラ (K)                                          | ソニー・エリクソン (S) | 三洋 (SA)                           | 鳥取三洋 (ST, SA) | 東芝 (T)                                                                        |
| ------------- | ------------------------------------- | ----------- | --------------------------------------------------- | ---------------------- | ----------------------------------- | --- | ------------------------------------------------------------------------------- |
| A5010シリーズ |                                       | A5011HMC    |                                                     |                        |                                     | |                                                                                 |
| A5300シリーズ | A5302CA                               | A5303H/H II | A5305K                                              |                        |                                     | A5306ST INFOBAR (A5307ST) ※ | A5301T A5304T                                                                   |
| A5400シリーズ | A5401CA/CA II A5403CA A5406CA A5407CA |             |                                                     | A5402S A5404S          |                                     | A5405SA |                                                                                 |
| A5500シリーズ | A5512CA G'zOne TYPE-R (A5513CA)       |             | A5502K A5515K A5521K A5526K A5528K （簡単ケータイ） |                        | A5503SA A5505SA ● A5522SA A5527SA ● | A5507SA talby (A5508SA) ※ Sweets (A5510SA) A5514SA ● A5518SA Sweets pure (A5519SA) A5520SA/SA II （ジュニアケータイ） Sweets cute (A5524SA) A5525SA （ジュニアケータイ） | A5501T A5504T A5506T A5509T A5511T A5516T A5517T （簡単ケータイ） A5523T A5529T |

●印 : グローバルパスポートCDMA対応端末。

※印 : au design projectの端末。

### その他
- A100シリーズ（2014年2月現在、A101Kのみ。通話専用）
  - 簡単ケータイS (A101K)
- B00シリーズ（2014年2月現在、B01Kのみ。法人専用端末）
  - B01K
- あんしんGPSシリーズ（2014年2月現在、KYS11のみ。GPS機能付き非音声端末）
  - KYS11

## CDMA 1X WIN端末 (2003年 - )
デジタル方式である第3.5世代携帯電話(3.5G)「CDMA2000 1x」の通信サービス「CDMA 1X WIN」を採用した携帯電話。

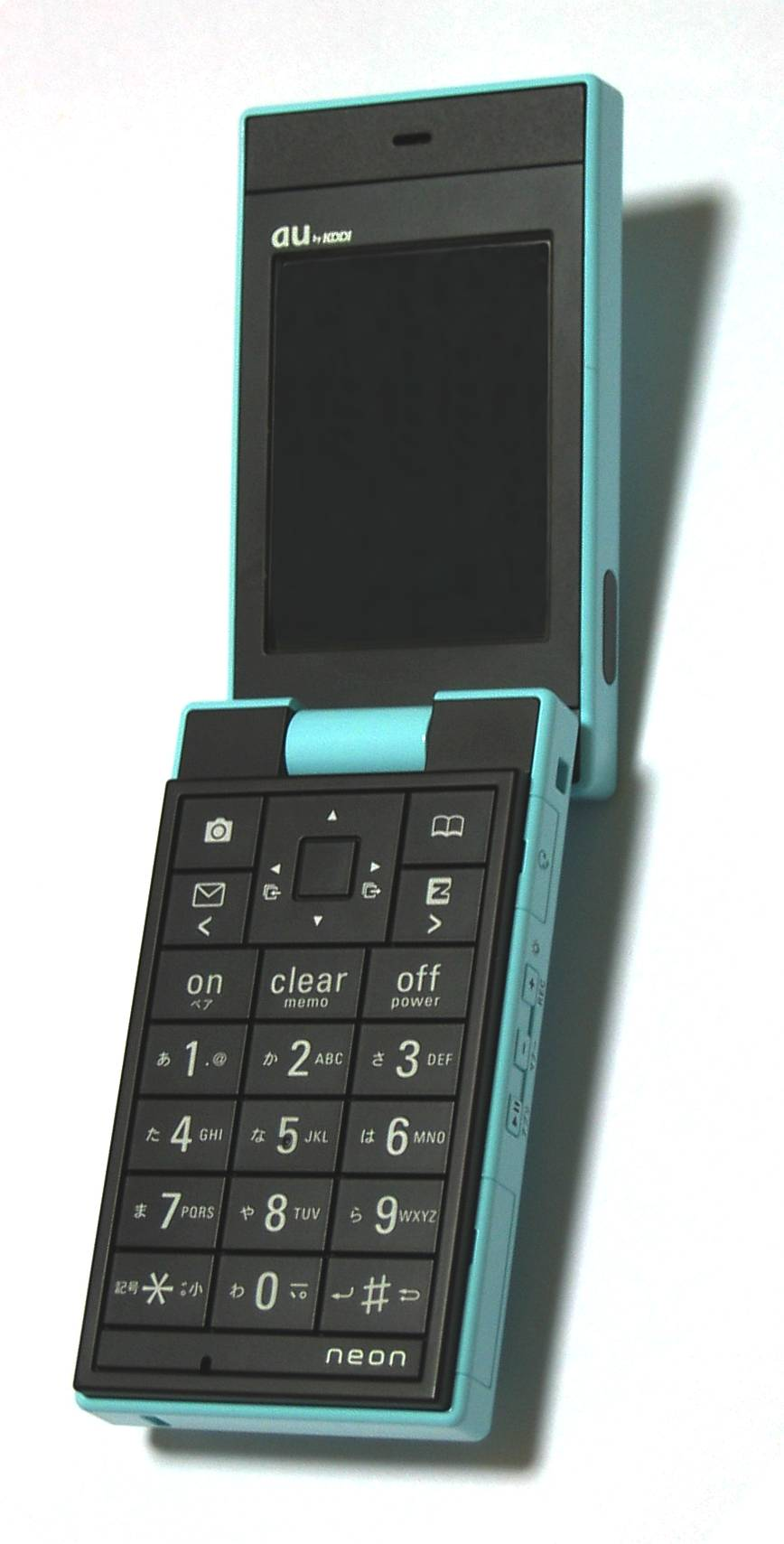
CDMA 1X WIN対応の端末例 neon (W42T) 東芝製 2006年

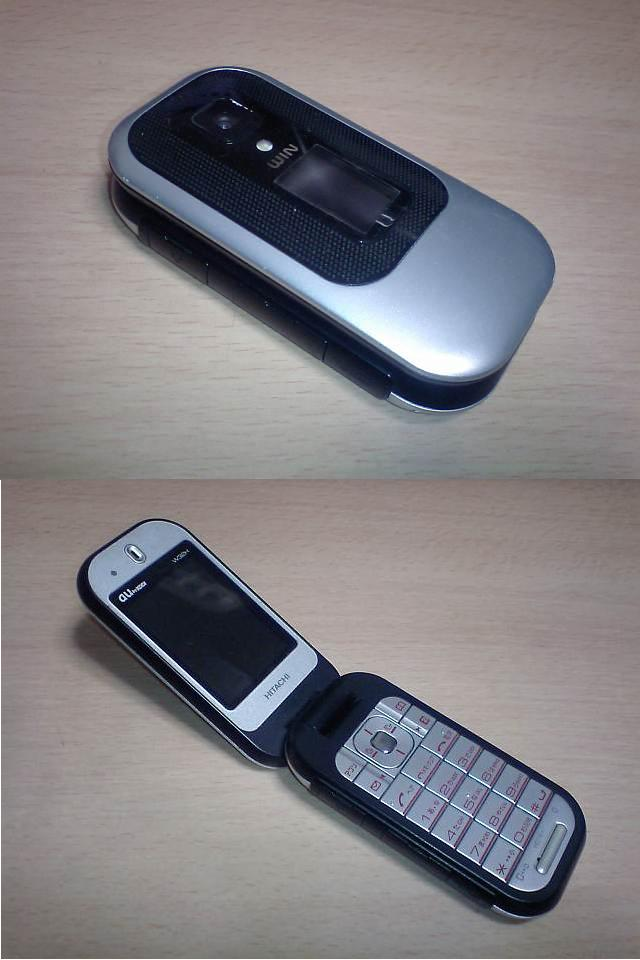
au初のおサイフケータイ (EZ FeliCa) 対応機種W32H

2008年度までに発売されたCDMA 1X WIN端末の型番はWで始まる（CDMA 1X EV-DO Rev.A対応端末を含む）ため、Wシリーズとも呼ばれる。約款上はau ICカードに対応しない音声型端末が「第3種auデュアル」、au ICカードに対応する音声型端末が「UIMサービス」、カード型端末が「第3種auパケット」契約である。
なお、PCカード型などの非携帯電話型端末（パソコンやPDAなどに差し込んで、主にデータ通信を行うタイプ）にはW00番台が割り当てられている。こちらの2桁目は携帯電話型端末と異なり、CDMA 1X同様メーカーの区別の無い続き番号となっている。
「ガク割」（学生割引）には対応していないことから、当初は大人（成人）向け、あるいはパケット通信をよく使うパワーユーザー向けといった位置付けだったが、現在では「誰でも割」などの割引サービスも増え、端末自体の価格も安い機種が出るようになり、全てのユーザーを対象としたサービスの展開を行っている。
2007年後半以降に登場した機種はサブディスプレイを搭載しない機種が大部分を占めている。
なお、W53SおよびW44K IIカメラなしモデルを除く2007年秋冬モデルの1X WINシリーズよりプッシュ・ツー・トーク機能の「Hello Messenger」が省略された。
またW10 - W60シリーズの大半の機種にはWINのロゴの刻印が付けられており、一部ロゴの下にLEDを埋め込み着信・充電ランプとしている機種もあった。2009年の型番一新によりWINのロゴは廃止された。

#### W10 - W60シリーズ（携帯電話型端末）
- 型番は、固定である"W" (WIN)の後に、2桁の数字が続き、最後には各メーカー毎に割り振られたアルファベットによる略称が付く。
  - 数字の1桁目は、サービス開始からの経過年数を表し、その端末がどの年に発売されたかを表している。サービスの開始は2003年であることから、初年の端末は「1」、サービス開始2年目の2004年の端末では「2」というように割り当てられる。
    - ただし、マイナーチェンジ端末では、ベースとなった端末の型番の後に「II」や「III」をつけるというルールを優先するため、この規則は適用されない（例：2006年発売のW33SA II、2007年発売のW43H II、W44K II、LEXUS W44T IIIなど）。

  - 数字の2桁目は、メーカー毎の続き番号である。ただし年が代わるとこの数字はリセットされ、再び1から使われはじめる。
    - CDMA 1Xと異なり他メーカーと続き番号を共有しないため、ソフトバンクモバイルやツーカー同様同じ数字を持つ端末が複数存在しうる。また、同時期に発売された端末でもメーカーによって2桁目の数字の大小は異なることになる。

|        |      | カシオ (CA)             | 日立 (H)             | 京セラ (K)               | パナソニック (P) | ソニー・エリクソン (S)          | 三洋 鳥取三洋 (SA)     | シャープ (SH)       | 東芝 (T)         | パンテック (PT)    |
| 2003年 | 冬   |                         | W11H                 | W11K ※                   |                  |                                 |                        |                     |                  |                    |
| 2004年 | 春   |                         | W21H                 |                          |                  |                                 |                        |                     |                  |                    |
| 2004年 | 夏   |                         |                      | W21K                     |                  | W21S                            | W21SA                  |                     |                  |                    |
| 2004年 | 冬   | W21CA                   | W22H                 |                          |                  |                                 | W22SA                  |                     | W21T             |                    |
| 2005年 | 春   | W21CA II                | PENCK (W31H) ※       | W31K                     |                  | W31S                            | W31SA                  |                     |                  |                    |
| 2005年 | 夏   | W31CA                   |                      | W32K 簡単ケータイ        |                  |                                 | W32SA                  |                     | W31T             |                    |
| 2005年 | 秋   |                         | W32H                 | W31K II                  |                  | W32S                            | W31SA II               |                     |                  |                    |
| 2005年 | 冬   |                         |                      |                          |                  |                                 | W33SA                  |                     | W32T             |                    |
| 2006年 | 春   | W41CA                   | W41H                 | W41K                     |                  | W41S                            | W41SA                  |                     | MUSIC-HDD (W41T) |                    |
| 2006年 | 春   | W41CA                   | W41H                 | W41K                     | neon (W42T) ※    | W41S                            | W41SA                  |                     |                  |                    |
| 2006年 | 夏   | W42CA G'zOne            | W42H                 | W42K                     |                  | W42S ウォークマンケータイ       | W33SA II               |                     | W43T             |                    |
| 2006年 | 夏   | W42CA G'zOne            | W42H                 | W42K                     | W44T             | W42S ウォークマンケータイ       | W33SA II               |                     |                  |                    |
| 2006年 | 秋   | W43CA                   | W43H                 | W43K                     |                  | W43S                            | W42SA □                | W41SH               | W45T             |                    |
| 2006年 | 秋   | W43CA                   | W43H                 | W43K                     | W43SA            | W43S                            |                        | W41SH               | W45T             |                    |
| 2006年 | 冬   |                         | W43H II              | W44K                     |                  | W44S                            |                        |                     | DRAPE (W46T) ☆   |                    |
| 2006年 | 冬   | W47T ☆                  | W43H II              | W44K                     |                  | W44S                            |                        |                     |                  |                    |
| 2006年 | 他   |                         |                      |                          |                  |                                 |                        |                     | TiMO (W44T II) ◇ |                    |
| 2007年 | 春   | W51CA                   | W51H                 | W51K                     | W51P             | W51S                            | W51SA                  | W51SH AQUOSケータイ | W51T             |                    |
| 2007年 | 春   | W51CA                   | W51H                 | MEDIA SKIN (W52K) ※      | W51P             | W51S                            | W51SA                  | W51SH AQUOSケータイ | W52T             |                    |
| 2007年 | 夏   | W52CA                   | W52H                 | W44K II カメラなしモデル | W52P             | W52S ウォークマンケータイ       | W52SA                  | W52SH               | W53T             |                    |
| 2007年 | 夏   | W53CA EXILIMケータイ    | W52H                 | W44K II カメラなしモデル | W52P             | W53S                            | W53SA □                | W52SH               | W54T             |                    |
| 2007年 | 秋冬 |                         | W53H Woooケータイ    | W53K                     |                  | W54S ★                          | W54SA ★                |                     | W55T             |                    |
| 2007年 | 秋冬 | INFOBAR2 (W55SA) ※□     | W53H Woooケータイ    | W53K                     | W56T ★           | W54S ★                          |                        |                     |                  |                    |
| 2007年 | 他   |                         |                      |                          |                  |                                 |                        |                     | W44T III LEXUS ◆ |                    |
| 2008年 | 春   | W61CA                   | W61H                 | W61K                     | W61P             | W61S ★ サイバーショットケータイ | W61SA ★■               | W61SH AQUOSケータイ | W61T ★           | W61PT              |
| 2008年 | 春   | W61CA                   | W61H                 | W61K                     | W61P             | W62S ○                          | W62SA □                | W61SH AQUOSケータイ | W61T ★           | W61PT              |
| 2008年 | 夏   | W62CA ★ G'zOne          | W62H ★ Woooケータイ  | W62K                     |                  | フルチェンケータイre (W63S) ★   | W63SA ★■●              | W62SH ★             | W62T ★           | W62PT 簡単ケータイ |
| 2008年 | 夏   | W62CA ★ G'zOne          | W62H ★ Woooケータイ  | W63K                     | W64SA ★■         | フルチェンケータイre (W63S) ★   | Sportio (W63T) ★       | W62SH ★             |                  | W62PT 簡単ケータイ |
| 2008年 | 夏   | W62CA ★ G'zOne          | W62H ★ Woooケータイ  | W64K                     | W64SA ★■         | フルチェンケータイre (W63S) ★   | Sportio (W63T) ★       | W62SH ★             |                  | W62PT 簡単ケータイ |
| 2008年 | 秋冬 | W63CA ★● EXILIMケータイ | W63H ★● Woooケータイ | W65K                     | W62P             | W64S○                           |                        | URBANO (W63SH)      | W64T ★           |                    |
| 2008年 | 秋冬 | W63CA ★● EXILIMケータイ | W63H ★● Woooケータイ | W65K                     | W62P             | Xmini (W65S) ★ Walkman Phone,   | W64SH ★● AQUOSケータイ | W65T ★              |                  |                    |
| 2008年 | 他   |                         |                      | W63K (カメラなしモデル)  |                  |                                 |                        |                     |                  |                    |

規格・方式

☆印 : 「CDMA 1X EV-DO Rev.A（レブ・エー）」対応の端末（06年冬モデルのみ）。

★印 : 「CDMA 1X EV-DO Rev.A」および「KCP+」対応の端末（07年秋冬モデルから11年春モデルまで）。

○印 : グローバルパスポートGSM対応端末（08年春モデルから）。

●印 : グローバルパスポートCDMA対応端末（08年夏モデルから）。

メーカー・ブランド

※印 : au design projectの端末。

□印 : 鳥取三洋電機（現 三洋電機コンシューマエレクトロニクス）製の端末（08年春モデルまで）。

■印 : 京セラ製SANYOブランドの端末（08年春モデルから）。

◇印 : PiPitまたは全国のトヨタの各ディーラー専売モデルの端末（06年他モデルのみ）。

◆印 : 全国のレクサス店専売モデルの端末（07年他モデルのみ）。

#### W60以降 / NS / iidaシリーズ（携帯電話型端末）
- NSシリーズ: NEW STANDARDの略。新しいデザインにこだわりつつ機能はシンプルに抑えたコンセプト。
- iidaシリーズ: デザイン重視であったau design projectの後継。
- 型番ルールが大幅に変更された。（法人向け端末を除く）
  - 基本的にはメーカー略称 + メーカー毎の三桁の続き番号。（例：カシオ(CA) + 001 → CA001）
    - メーカー略称はこれまでとは違い、2文字固定の略称がつく。
      - Panasonic (P)に限っては何らかの理由でメーカーの旧社名（「松下通信工業（まつしたつうしんこうぎょう）」ひいては「松下電器産業（まつしたでんきさんぎょう）」の「ま」にあたる「MA」）から採られたものであった。

  - NS/iidaシリーズの場合は、メーカー略称 + "X" + 二桁の続き番号となる。(例：ソニー(SO) + X + 01 → SOX01)
  - その他のシリーズや特別な端末の場合、メーカー略称 + "Y" + 二桁の続き番号となる。（例：京セラ(KY) + Y + 01 → KYY01 (防犯キッズ携帯)）

|        |      | カシオ (CA)                                   | 日立 (H[HI])                        | 京セラ (K[KY])                                                          | パナソニック (P[MA]) | ソニー・エリクソン (S[SO])                                                             | 京セラ SANYOブランド (SA) | シャープ (SH)                                    | 東芝 ↓ 富士通東芝ML TOSHIBAブランド (T[TS]) | パンテック (PT)                       | 富士通東芝ML Fujitsuブランド (F[FJ]) | ZTE (ZT)                         |
| 2009年 | 春   | CA001★●                                       | H001 (HI001) ★●                     | K001 (KY001) 安心ジュニアケータイ NS01 (KYX01) ◎ ベルトのついたケータイ | P001 (MA001) ★●      | S001 (SO001) ★●○ Cyber-Shotケータイ Premier3 (SOY01) ★● Walkman Phone, G9 (SOX01) ▼★●○ |                           | SH001★●                                          | T001 (TS001) ★● フルチェンケータイ | NS02 (PTX01) ◎ ケースのようなケータイ |                                      |                                  |
| 2009年 | 夏秋 | CA002★ G'zOne                                 | Mobile Hi-Vision CAM Wooo★● (HIY01) | misora (KYX02) ▼ K002 (KY002) K003 (KY003) 簡単ケータイ                 |                      |                                                                                        |                           | SH002★● SOLAR PHONE Sportio water beat★● (SHY01) | T002★●○ (TS002) biblio★● (TSY01) ドッツ・オブセッション、 水玉で幸福いっぱい▼▲★● （TSX01） 宇宙へ行くときのハンドバッグ▼▲★● （TSX02） 私の犬のリンリン▼▲★● （TSX03） PLY▼★● (TSX04) |                                       |                                      |                                  |
| 2009年 | 冬   | CA003★● EXILIMケータイ CA004★● EXILIMケータイ |                                     | PRISMOID▼ (KYX03)                                                       |                      | S002(SO002)○ U1(SOY02)★● BRAVIA Phone                                                  | SA001★●                   | SH003★● AQUOS SHOT SH004★●                       | T003(TS003)★● |                                       |                                      |                                  |
| 2010年 | 春   |                                               |                                     | K004(KY004) 簡単ケータイ lotta▼ (KYX04) mamorino(護) (KYY01)            |                      | URBANO BARONE (SOY03)★●                                                                |                           | SH005★● SH006★● AQUOS SHOT                       | |                                       |                                      |                                  |
| 2010年 | 夏秋 | CA005★● EXILIMケータイ                        | beskey(HIY02)★●                     | K005(KY005) 簡単ケータイ K006(KY006)                                    |                      | S003(SO003)★●○ Cyber-Shotケータイ S004★(A)●○ BRAVIA Phone                              | SA002★●                   | SH007★● SOLAR PHONE SH008★● AQUOS SHOT           | T004(TS004)★(A)●○ REGZA Phone LIGHT POOL▼★●○ (TSX05) | PT001(通) 簡単ケータイS               |                                      |                                  |
| 2010年 | 冬   | CA006★● EXILIMケータイ G'zOne TYPE-X(CAY01)★● |                                     | K006(KY006) (カメラなしモデル)                                          |                      | URBANO MOND(SOY04)★●○ S005(SO005)★(B)●○ BRAVIA Phone                                   |                           | SH009★● SH010★● AQUOS SHOT                       | T005(TS005) ★● X-RAY(TSX06)★(B)●○▼ |                                       |                                      |                                  |
| 2011年 | 春   |                                               |                                     | K007(KY007)★● K008(KY008) (簡単ケータイ) mamorino2(護) (KYY02)          |                      | S006 (SO006)★(B)●○ Cyber-Shotケータイ G11(SOX02)★(B)●○▼                                |                           | SH011★●                                          | T006(TS006)★(B)● | PT002                                 |                                      |                                  |
| 2011年 | 夏   | CA007★(C)●                                    |                                     | K009(KY009)★(C)● K010(KY010) (簡単ケータイ) Mi-Look(歩通) (KYY03)       |                      | S007(SO007)★(C)●○                                                                      |                           |                                                  | T007(TS007)★(C)● T008(TS008)★(C)● |                                       |                                      |                                  |
| 2011年 | 冬   |                                               |                                     |                                                                         |                      | URBANO AFFARE(SOY05)★(C)●○                                                             |                           |                                                  | |                                       | F001(FJ001)★(C)●                     |                                  |
| 2012年 | 夏   |                                               |                                     | K011(KY011)★(C)● K012(KY012) (簡単ケータイ)                             |                      |                                                                                        |                           |                                                  | | PT003                                 |                                      |                                  |
| 2013年 | 春   |                                               |                                     | mamorino3(KYY05)(護)                                                    |                      |                                                                                        |                           |                                                  | |                                       |                                      |                                  |
| 2013年 | 冬   |                                               |                                     | GRATINA(KYY06)● MARVERA(KYY08)★(C)●○                                    |                      |                                                                                        |                           |                                                  | |                                       |                                      |                                  |
| 2014年 | 冬   |                                               |                                     | MARVERA2(KYY09)★(C)●○                                                   |                      |                                                                                        |                           |                                                  | |                                       |                                      |                                  |
| 2015年 | 春   |                                               |                                     | GRATINA2(KYY10)●                                                        |                      |                                                                                        |                           | AQUOS K SHF31★(D)○                               | |                                       |                                      |                                  |
| 2015年 | 夏   |                                               |                                     |                                                                         |                      |                                                                                        |                           | AQUOS K SHF32【V】○                              | |                                       |                                      |                                  |
| 2016年 | 春   |                                               |                                     | GRATINA 4G KYF31【V】○                                                  |                      |                                                                                        |                           |                                                  | |                                       |                                      | mamorino Watch(ZTF31)【V】(音ウ) |

規格・方式

★印 : 「CDMA 1X EV-DO Rev.A」および「KCP+」対応の端末（07年秋冬モデルから11年春モデルまで）。

★(A)印 : 「CDMA 1X EV-DO Rev.A」および「KCP3.0」対応の端末（10年夏秋モデルのみ）。

★(B)印 : 「CDMA2000 1xEV-DO MC-Rev.A」（WIN HIGH SPEED）および「KCP3.1」対応の端末（10年冬モデル、および11年春モデルのみ）。

★(C)印 : 「CDMA2000 1xEV-DO MC-Rev.A」（WIN HIGH SPEED）および「KCP3.2」対応の端末（11年夏秋モデルから）。

★(D)印 : 「CDMA2000 1xEV-DO MC-Rev.A」（WIN HIGH SPEED）、FD-LTE（4G LTE）および「Android」対応の端末（15年春モデルのみ）。

【V】印 : VoLTE (FD-LTE)およびau 4G LTE対応専用（日本国内におけるCDMA2000系サービス非対応）の端末（2015年夏モデルから）。

○印 : グローバルパスポートGSM対応端末（08年春モデルから）。

●印 : グローバルパスポートCDMA対応端末（08年夏モデルから）。

(通)印 : 通話専用端末。

(護)印 : 通話・通信機能付き防犯ツール型端末。

(歩通)印 : 通話・通信機能付き歩数計型通話専用端末。

(音ウ)印 ：通話・通信機能付きウェアラブル端末。

メーカー・ブランド

◎印 : NEW STANDARDシリーズ（NS00番台・2009年春モデルのみ）の端末。

▼印 : 同キャリア内「iida（イーダ）」ブランドの端末。

▲印 : iida Art Editionsの端末。

### その他の端末
- W00シリーズ（非携帯電話型端末）
  - 続き番号 : W01K, W02H, W03H, W04K（2007年11月から3.1Mbps対応）、W05K（2007年12月22日発売、 WINシングル定額対応）、W06K(2008.11.28発売、 au向けデータ端末初のMac OS X（ただしOS X 10.5以降）対応)、W07K（2008年12月発売、法人専用）
- DATA00シリーズ（CDMA 1X/1X EV-DO Rel.0/1X EV-DO Rev.A/モバイルWiMAX兼用非携帯電話型端末）
  - 続き番号 : DATA01（HID01・定額制プラン用・+WiMAX対応・USBタイプ）,DATA02（HID02・定額制プラン用・+WiMAX対応・ExpressCard/34タイプ）,DATA03（HID03・従量制プラン用・+WiMAX対応・USBタイプ）,DATA04（HID04・従量制プラン用・+WiMAX対応・ExpressCard/34タイプ）,Wi-Fi WALKER DATA05（PTD05・WINシングル定額対応・モバイルWi-Fiルーター）,Wi-Fi WALKER DATA06（HWD06・WINシングル定額・WIN HIGH SPEED対応・モバイルWi-Fiルーター）、DATA07（HWD07・WINシングル定額・WIN HIGH SPEED対応・USBタイプ）、DATA08W（HWD08・WINシングル定額・+WiMAX対応・モバイルWi-Fiルーター）
- E00シリーズ（法人向け端末）
  - 続き番号（E01が無いのは、1x端末のB01Kの続き番号に位置づけられているため） : E02SA, E03CA, E05SH, E06SH, E07K, E08T, E09F, E10K
- SPシリーズ（専用端末）
  - SP01（01PT　デジタルフォトフレーム）, SP02（FCS02　電子書籍端末）, SP03（HWS03　デジタルフォトフレーム）
- 他の専用端末
  - WND-01K（カーナビゲーション）, NEX-fiおよびNEX-fi/S（au携帯電話用Wi-Fiルーター）

## スマートフォン / ファブレット / タブレット端末 (2009年 - )
具体的には、以下をこの項に分類する。
- スマートフォン / ファブレット
  - IS・E（法人向け）
  - L（au 4G LTE）

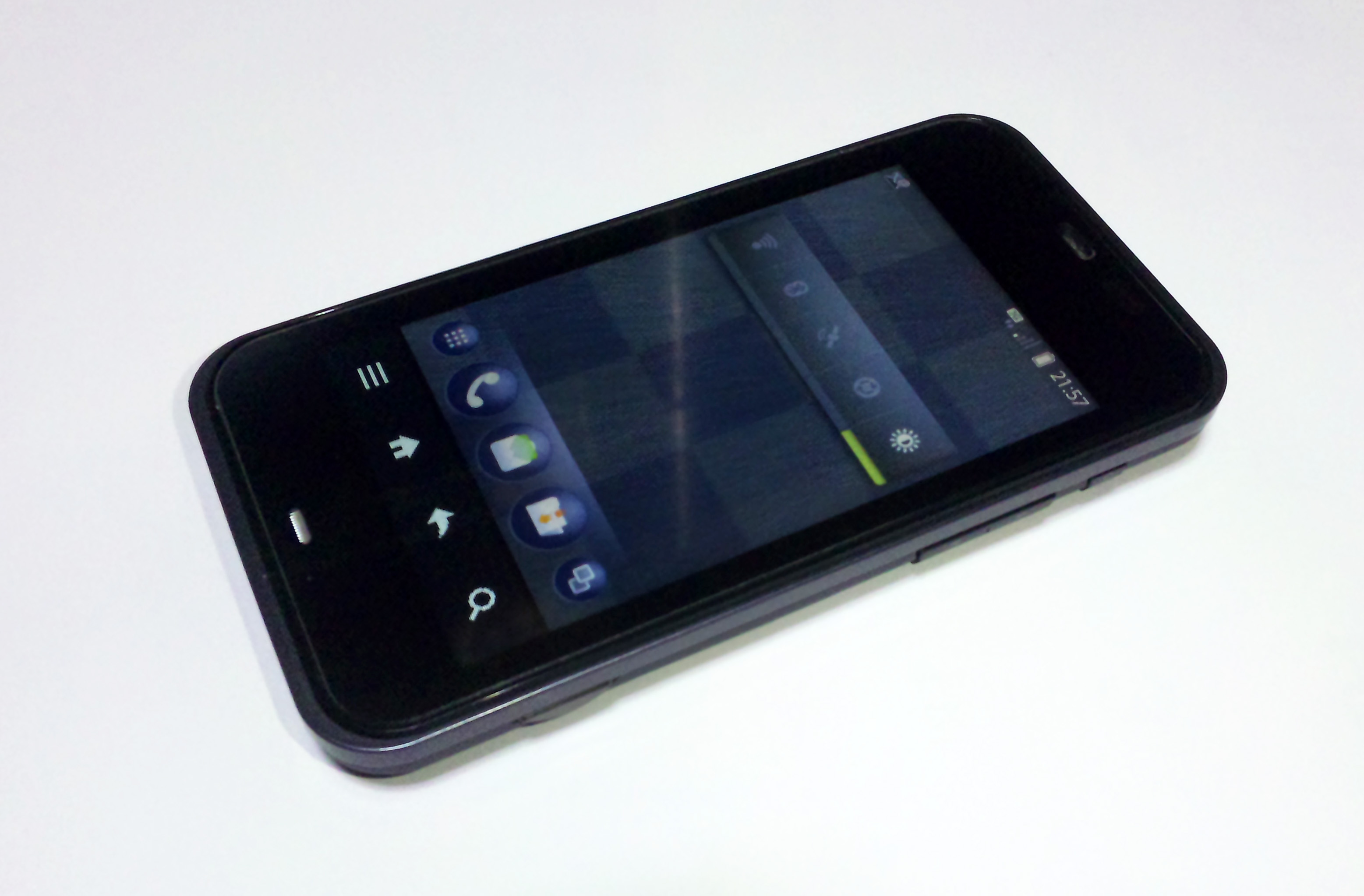
IS03(SHI03)

  - V（URBANO V00シリーズおよびBASIO、TORQUE G02以降のシリーズを含むau VoLTE）
  - G（au 5G）
  - X（iida）
  - Y（URBANO PROGRESSOを含むURBANO L00シリーズおよびTORQUE G01)
  - iPhone
- タブレット
  - TB
  - T（au 4G LTE）
  - iPad

型番については E30シリーズと、2010年秋発表のIS06以前のISシリーズでは通し番号制でメーカーに関係なく付与されており、2011年春に発表されたISW11HT以降ではWが付くのはモバイルWiMAX（UQコミュニケーションズのMVNOとしての位置づけで、+WiMAXブランドで提供）対応機種で、WがないのはCDMA 1x WINまたはWIN HIGH SPEEDの単独対応となり、最後の部分は各メーカーとなる。
番号については11から順番に付与され、2009年より前のWINシリーズのように翌年の機種が2桁目が上がることはない。タブレット端末についてはWi-Fi対応機は型番に入っているiはWだとモバイルWiMAX対応機と重複するためiとしている。
型番は2010年発表の機種は「SM」の部分がメーカーで、「T」がタブレットを示し、2011年以降発表の機種は最初の「TB」がタブレットを示し、メーカーは最後の部分に付く。
法人向け機種については2011年春まではE30番台の続番方式としていたが、2011年夏以降は製造型番の後にEが付くものとなる。2012年秋以降の機種は全てau 4G LTEの対応となり、型番は21を頭とする順番の方式に変更された。方式はISシリーズで型番として使用されていたxxI11からxxL21からの方式になった。タブレットも同様にこちらはxxT21からになった。更に2014年10月27日以降に公式発表されたスマートフォンは全てau VoLTEの対応となり、型番は31を頭とする順番の方式に変更された。方式は後発のCA、およびWiMAX2+対応モデルを含む従来の4G LTEシリーズで型番として使用されていたxxL21からxxV31からの方式になった。2020年春モデル以降のau 5GスマートフォンはxxG01からの方式となる。
|               | シャープ (SH)                                                                  | 東芝 ↓ 富士通東芝 ↓ 富士通モバイル (T・F)           | NECカシオ カシオ・NEC（CA/N） | ソニー・エリクソン ↓ ソニーモバイル （S/SO）    | 京セラ (K)                                                          | HTC (HT)                        | サムスン (SM/SC)                                | パンテック (PT)                                    | モトローラ (M)           | ASUS (AA/Nexus/AS)       | LG (LG)                                   | Apple (iPhone/iPad)                                                |
| ------------- | ------------------------------------------------------------------------------ | --------------------------------------------------- | ----------------------------- | ----------------------------------------------- | ------------------------------------------------------------------- | ------------------------------- | ----------------------------------------------- | -------------------------------------------------- | ------------------------ | ------------------------ | ----------------------------------------- | ------------------------------------------------------------------ |
| 2009年        |                                                                                |                                                     |                               |                                                 |                                                                     | E30HT★【C】                     |                                                 |                                                    |                          |                          |                                           |                                                                    |
| 2010年        | IS01 (SHI01)【C】 IS03＊ (SHI03)【C】                                          | IS02★ (TSI01)【C】                                  |                               |                                                 |                                                                     |                                 |                                                 | IS06＊ (PTI06)【C・H】                             |                          |                          |                                           |                                                                    |
| 2011年（春）  | IS05＊ (SHI05)【C】                                                            | IS04＊ (TSI04)【C・H】 E31T★【C】                   |                               |                                                 |                                                                     | ISW11HT＊ (HTI11)【C・W】       | SMT-i9100【×】                                  |                                                    | TBi11M＊ (MOT11）【×】   |                          |                                           |                                                                    |
| 2011年（夏）  | IS11SH＊ (SHI11)【C・H】 IS12SH＊ (SHI12)【C・H】 INFOBAR A01○ (SHX11)【C・H】 | IS11T＊ (TSI11)【C・H】 IS12T★ (TSI12)【C・H】      | IS11CA＊ (CAI11)【C・H】      | IS11S＊ (SOI11)【C・H】                         |                                                                     |                                 |                                                 | IS11PT＊ (PTI11)【C・H】 EIS01PT＊ (PT01E)【C・H】 |                          |                          |                                           |                                                                    |
| 2011年 （冬） | IS13SH＊ (SHI13)【C・H】 IS14SH＊ (SHI14)【C・H】                              | ISW11F＊ (FJI11)【C・W・H】 IS12F＊ (FJI12)【C・H】 | IS11N＊ (NEI11)【C・H】       |                                                 | ISW11K＊ (KYI11)【C・W・H】                                         | ISW12HT＊ (HTI12)【C・W】       |                                                 |                                                    | ISW11M＊ (MOI11)【C・W】 | ETBW11AA (AAT01)【C・W】 |                                           | iPhone 4S【C】                                                     |
| 2012年（春）  | INFOBAR C01☆ (SHX12)【C・H】                                                   |                                                     |                               | IS12S☆ (SOI12)【C・H】                          |                                                                     |                                 | ISW11SC☆ (SCI11)【C・W】                        |                                                    | IS12M☆ (MOI12)【C】      |                          | IS11LG☆ (LGI11)【C・H】                   |                                                                    |
| 2012年（夏）  | IS15SH☆ (SHI15)【C・H】 ISW16SH☆ (SHI16)【C・W・H】 IS17SH☆ (SHI17)【C・H】    | ISW13F☆ (FJI13)【C・W・H】 AT500/26F【×】           |                               |                                                 | URBANO PROGRESSO☆ (KYY04)【C・W・H】                                | ISW13HT☆ (HTI13)【C・W】        |                                                 |                                                    |                          |                          |                                           |                                                                    |
| 2012年 （冬） | SHL21☆【C・H・L】 SHT21☆【C・H・L】                                            | FJL21 ☆【C・H・L】                                  | CAL21☆【C・H・L】             | SOL21☆【C・H・L】                               | KYL21 ☆【C・H・L】                                                  | HTL21☆【C・H・L】               | SCL21☆【C・H・L】                               | PTL21☆【C・H・L】                                  |                          |                          | LGL21☆【C・H・L】                         | iPhone 5【C・H・L】 iPad (第4世代)【C・H・L】 iPad mini【C・H・L】 |
| 2013年 （春） |                                                                                |                                                     |                               |                                                 |                                                                     | INFOBAR A02☆ (HTX21)【C・H・L】 |                                                 |                                                    |                          |                          |                                           |                                                                    |
| 2013年 （夏） | SHL22☆【C・H・L】                                                              |                                                     |                               | SOL22☆【C・H・L】                               | URBANO L01☆ (KYY21)【C・H・L】                                      | HTL22☆【C・H・L】               |                                                 |                                                    |                          | Nexus 7 (2013)【C・L/×】 |                                           |                                                                    |
| 2013年 （冬） | SHL23☆【C・H・L】                                                              | FJL22☆【C・H・L】 FJT21☆【C・H・L】                 |                               | SOL23☆【C・H・L】                               | KYL22☆【C・H・L】                                                   |                                 | SCL22☆【C・H・L】                               |                                                    |                          |                          | LGL22☆【C・H・L】                         | iPhone 5s【C・H・L】 iPhone 5c【C・H・L】                          |
| 2014年 （春） | SHL24☆【C・H・L】 SHT22☆【C・H・L】                                            |                                                     |                               | SOL24☆【C・H・L】                               | URBANO L02☆【C・H・L】                                              |                                 |                                                 |                                                    |                          |                          | LGL23☆【C・H・L】                         |                                                                    |
| 2014年 （夏） | SHL25☆【C・H・L・A・T】                                                        |                                                     |                               | SOL25☆【C・H・L・A・T】 SOT21☆【C・H・L・A・T】 | URBANO L03☆ (KYY23)【C・H・L・A・T】 TORQUE G01☆ (KYY24)【C・H・L】 | HTL23☆【C・H・L・C・T】         | SCL23☆【C・H・L・A・T】                         |                                                    |                          | AST21【×】               | LGL24☆【C・H・L・A・T】                   |                                                                    |
| 2014年 （冬） |                                                                                |                                                     |                               | SOL26☆【C・H・L・A・T】                         | KYV31☆【N・L・A・T・V】                                             |                                 | SCL24☆【C・H・L・A・T】 SCT21☆【C・H・L・A・T】 |                                                    |                          |                          | LGL25◆【C・H・L】 LGV31☆【N・L・A・T・V】 | iPhone 6【C・H・L・A・T】 iPhone 6 Plus【C・H・L・A・T】           |
| 2015年 （春） | SHV31☆【N・L・A・T・V】                                                        |                                                     |                               |                                                 | KYL23☆【C・H・L】 KYV32☆【N・L・A・T・V】                           |                                 |                                                 |                                                    |                          |                          |                                           |                                                                    |

- 搭載OS
  - 無印 - Android(＊は起動時に｢Android(TM) au with Google(TM)｣と表示される端末で、○は「iida」が表示される端末、☆は2012年より使用されているauの新ロゴ（筆記体風ロゴ）が表示される端末（WiMAXなどの3G機は黒背景で、LTE機は白背景）)
  - ★印 - Windows CE（Windows Mobile／Windows Phone）系
  - アップルはiOSのみ。
  - ◆印 - Firefox OS
- 通信方式
  - 【C】 - CDMA 1X WIN→au 3G(WIN)（CDMA2000 1x MC/CDMA2000 1xEV-DO Rel.0/CDMA2000 1xEV-DO Rev.A）
  - 【H】 - WIN HIGH SPEED（CDMA2000 1xEV-DO MC-Rev.A）
  - 【N】 - CDMA 1X→au 3G(1X)（CDMA2000 1x）非対応（ただしW-CDMAを用いた日本国外向け3Gローミングサービスは利用可能）
  - 【W】 - +WiMAX（モバイルWiMAX）
  - 【T】 - WiMAX 2+（TD-LTE)
  - 【L】 - 4G LTE（FD-LTE）
  - 【C】 - 4G LTE CA (LTE-A)
  - 【V】 - VoLTE (FD-LTE)
  - 【×】 - Wi-Fi通信（携帯通信網の利用不可）

### 2023年度以降auのスマートフォン端末
- Galaxy S23 FE以降のスマートフォンは端末背面に型番表記がなく、公式サイトでも控えめになっている。

| 発売時期 | 発売時期 | Apple (iPhone)                                               | Google (Google Pixel)              | サムスン電子 (Galaxy)                                               | Xiaomi （Xiaomi, Redmi)                 | ソニー (SO)                             | シャープ (SH)                        | 京セラ (KY)        | ASUS (ROG Phone) |
| -------- | -------- | ------------------------------------------------------------ | ---------------------------------- | ------------------------------------------------------------------- | --------------------------------------- | --------------------------------------- | ------------------------------------ | ------------------ | ---------------- |
| 2023年度 | 春夏     |                                                              | Google Pixel 7a, Google Pixel Fold | Galaxy S23 (SCG19), Galaxy S23 Ultra (SCG20), Galaxy A54 5G (SCG21) |                                         | Xperia 1 V (SOG10), Xperia 10 V (SOG11) |                                      |                    |                  |
| 2023年度 | 秋冬     | iPhone 15, iPhone 15 Plus , iPhone 15 Pro, iPhone 15 Pro Max | Google Pixel 8, Google Pixel 8 Pro | Galaxy Z Fold5 (SCG22), Galaxy Z Flip5 (SCG23), Galaxy S23 FE       | Redmi 12 5G (XIG03), Xiaomi 13T (SIG04) | Xperia 5 V (SOG12)★                     | AQUOS sense8 (SHG11)★, BASIO active2 | TORQUE G06 (KYG03) |                  |
| 2024年度 | 春夏     |                                                              | Google Pixel 8a                    | Galaxy S24, Galaxy 24 Ultra, Galaxy A55 5G                          | Redmi Note 13 Pro 5G, Xiaomi 14 Ultra◆  |                                         |                                      |                    | ROG Phone 8 Pro◆ |

★...オンライン限定モデル
◆...au +1 collectionのモデル